# Johann George Ferdinand von Oheimb
Johann George Ferdinand von Oheimb (geb. 17. Februar 1756; gest. 7. August 1832 in Kattern, Kreis Breslau, Provinz Schlesien) war ein preußischer Landrat.

## Leben
Johann George Ferdinand von Oheimb war ein Sohn des Leonhard Philipp von Oheimb (1731–1808), Erbherrn auf Pasterwitz und Wiltschau und Deputierten des Kreises Breslau, und dessen Ehefrau Renata Catharina, geb. von Siegroth (* 1727). Seine Karriere begann von Oheimb zunächst im Preußischen Heer, wo er bis zum Rang eines Leutnants aufstieg. 1798 wurde er mittels Ordre zum Landrat des Landkreises Breslau ernannt. Die Dauer seiner Amtszeit ist nicht belegt. Der ihm nachfolgende Landrat Karl Theodor von Nimptsch amtierte bis 1819.

## Familie
Johann George Ferdinand von Oheimb war seit 1785 mit Caroline, geb. Lauterbach (1760–1814), verheiratet.